# Murchadh mac Muiris MacMurrough-Kavanagh
Murchadh MacMurrough-Kavanagh (né vers 1510 mort en  1557) (en irlandais Murchadh mac Muiris  Mac Murchadha Caomhánach ) est le 18e roi de Leinster de 1544 à 1557 .

## Origine
Murchadh est le 2e ou 3e fils de Muiris MacMurrough-Kavanagh.

## Règne
Murchadh MacMuurough-Kananagh s'impose progressivement comme le chef des Mac-Murrough-Kavanagh. Après s'être fait reconnaître comme tánaiste par Cathaoir mac Airt MacMurrough-Kavanagh. Lorsque obtient le 8 février 1554 le titre de Baron de Ballyanne il reçoit en même temps celui de Baron de Coolnaleen qui demeure purement théorique. Il lui succède vers 1544 mais Le gouvernement de Dublin afin d'affaiblir sa position lui impose comme tánaiste Diarmaid (mort après 1570), le fils de son prédécesseur.
La reine Marie Ire d'Angleterre  entreprend ensuite une politique de Plantations en Irlande dans les domaines des O'More  pour  y établir le comté de Laois  (Queen's County) et dans celui des O'Connor Faly (Uí Failghe) le futur comté d'Offaly  (King's County). Les mesures de coercition prises par le gouvernement anglais de Dublin au début de la décennie 1550 apparaissent mesurées en comparaison de celles mises en œuvre à partir de 1556 contre la noblesse du Leinster. Conall O' More seigneur de Laois est exécuté et Domnnall mac Loiseach O'More de Slemargy pendu à Leighlinbridge en mars de cette même année. Ces événement entraîne une réaction brutale du tanaiste Diarmaid qui associé à la famille O'Toole lance un raid de représailles dans le Pale en mai. Il est contraint de se soumettre. Bien que Murchadh se soit tenu à l'écart de  cette affaire les tensions persistent et il doit fait face à la méfiance à son égard du gouvernement. 
Selon les Annales des quatre maîtres :  Mac Murrough (Murrough, le fils de Maurice Kavanagh) a été tué à Leighlin par les Anglais, parce qu'il avait commencé à s'exalter et à fomenter des troubles contre eux; après quoi ils le traitèrent perfidement dans la maison du conseil  Il est arrête à Dublin pour haute trahison sur ordre de Thomas Radclyffe, futur 3e comte de Sussex et  Lord Deputy d'Irlande (27 avril 1556 - 12 novembre 1557) et condamné en 1557 à être exécute en public à Leighlinbridge par Hanged, drawn and quartered.

## Postérité
Murchadh laisse quatre fils et une fille dont:
- Criomthann MacMurrough-Kavanagh, prétendant au titre de 19e roi de Leinster de 1557 à sa mort en 1582.

## Sources
- (en) T.W Moody, F.X. Martin et F.J. Byrne, A New History of Ireland IX Maps, Genealogies, Lists. A companion to Irish History part II, Oxford, Oxford University Press, 2011, 690 p. (ISBN 978-0-19-959306-4).
- (en) Emmett O'Byrne, « MacMurrough, Murchad », dans Dictionary of Irish Biography (lire en ligne).